# Alsino et le Condor
Pour plus de détails, voir Fiche technique et Distribution.
Alsino et le Condor (Alsino y el cóndor) est un film réalisé par Miguel Littín, sorti en 1982. Le film, coproduction entre le Nicaragua, Cuba, le Mexique et le Costa Rica, fut nommé à l'Oscar du meilleur film en langue étrangère.

## Fiche technique
- Titre : Alsino et le Condor
- Titre original : Alsino y el cóndor
- Réalisation : Miguel Littín
- Scénario : Miguel Littín, Tomás Pérez Turrent et Isidora Aguirre
- Musique : Leo Brouwer
- Producteur :  Hernán Littin
- Sociétés de production : Instituto Nicaraguense de Cine (INCINE), Instituto Cubano del Arte e Industrias Cinematográficos (ICAIC), Productora Cinematográfica Latinoamericana de México, Cooperativa Cinematográfica Costarricense, Latin-American Film Releasing Corp.
- Sociétés de distribution : Médiathèque des Trois Mondes (France), Libra Cinema 5 (États-Unis)
- Pays d'origine :  Nicaragua |  Cuba |  Mexique |  Costa Rica
- Genre : Film dramatique, Film de guerre
- Durée : 89 minutes (1 h 29)
- Dates de sortie :  
  -  Nicaragua : 1982
  -  États-Unis : 1er mai 1983 (New York)
  -  Union soviétique : juillet 1983 (Festival international du film de Moscou)
  -  Argentine : 15 septembre 1983
  -  Canada : 15 septembre 1983 (Festival international du film de Toronto)
  -  France : 20 février 1984

## Distribution
- Dean Stockwell : Frank
- Alan Esquivel :  Alsino
- Carmen Bunster : La grand-mère d'Alsino
- Alejandro Parodi : Le maire
- Delia Casanova : Rosaria
- Marta Lorena Pérez : Lucia